# Edmund Candler
Pour les articles homonymes, voir Candler.
Edmund Candler (1874-1926) était un journaliste, romancier et éducateur anglais surtout connu pour ses représentations littéraires de l'Inde coloniale. Les tropes et les cadres de ses romans sont comparables par plusieurs aspects à ceux de Rudyard Kipling, un écrivain qu'il a imité.

## Biographie
Candler a été instruit à l'Ecole de Repton et l'Emmanuel College, où il a obtenu un diplôme universitaire en lettres classiques en 1895. Candler a entrepris une carrière en Inde qui devait s'avérer de durée intermittente pendant vingt-cinq ans. Il souhaitait financer ses ambitions littéraires en enseignant, et fut initialement employé par une école à Darjeeling dans les contreforts de l'Himalaya. Ce fut sur l'autre versant de la montagne qu'il allait atteindre un apogée comme écrivain, après avoir obtenu un emploi en tant que correspondant du Daily Mail accompagnant le corps expéditionnaire mené par Sir Francis Younghusband au Tibet en 1903-1904. Ses impressions du Tibet, y compris son témoignage de l'assaut de dzong de Gyantsé, a fourni plus tard des éléments pour son travelogue The Mantle of the East (Le Manteau de l'Est) et la nouvelle 'At Galdang-Tso.' Son compte rendu de l'expédition, pour lequel il est principalement connu aujourd'hui, a été publié en 1905 sous le titre The Unveiling of Lhasa (Dévoiler Lhassa).

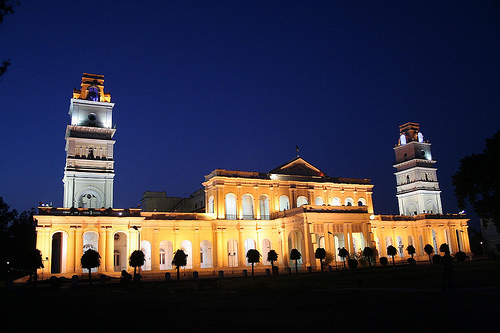
Mohindra College, Patiala

## Œuvres
- (en) Edmund Candler, The Unveiling of Lhasa, E. Arnold (London, 1905) - (fr) La Face cachée de Lhasa, traduction de Yin Jianxin et Su Ping, Éditions du peuple du Tibet, 1989
- (en) Edmund Candler, The General Plan, W. Blackwood (Edinburgh, 1911))
  - (including ‘A Break in the Rains’ and ‘At Galdang Tso’)
- (en) Edmund Candler, The Mantle of the East, Thomas Nelson & Sons, (London, 1912)
- (en) Edmund Candler, Siri Ram - Revolutionist: A Transcript from Life, Constable & Co. (London, 1914)
- (en) Edmund Candler, Youth and the East: An Unconventional Autobiography, W. Blackwood (London and Edinburgh, 1924)